# Les Virtuoses (film, 1996)
Pour les articles homonymes, voir Les Virtuoses.
Pour plus de détails, voir Fiche technique et Distribution.
Les Virtuoses (Brassed Off) est un film britannique écrit et réalisé par Mark Herman. Il relate les difficultés et le ras-le-bol éprouvés par les musiciens d'un orchestre de cuivres (brass band) dans une petite ville minière du nord de l'Angleterre dont les houillères sont condamnées. Les principaux acteurs sont Pete Postlethwaite, Tara Fitzgerald et Ewan McGregor.
Le film a reçu le César du meilleur film étranger.

## Synopsis
Au milieu des années 1990, dans le petit village de Grimley, dans le nord de l'Angleterre, des mineurs et leurs familles se battent contre la fermeture de leur mine dans le cadre du programme national de fermeture des houillères au Royaume-Uni. Parmi eux, un orchestre de cuivres (brass band) qui est brassed off (« qui en a ras-le-bol » dans le parler du nord de l'Angleterre), conduit par Danny (Pete Postlethwaite). Ils sont partagés entre leur amour de la musique et leur espoir de participer à la finale du championnat national des brass bands, et la perspective de perdre leur travail et de voir leur communauté se disloquer. C'est l'arrivée d'une nouvelle, Gloria (Tara Fitzgerald), native de Grimley, seule femme de l'orchestre, qui va leur redonner l'envie de jouer ainsi que l'espoir dont ils manquaient.
Mais les événements successifs vont venir ruiner peu à peu leurs espoirs, à l'image de Phil (Stephen Tompkinson) abandonné par sa femme qui ne voit que le suicide comme solution, Danny à la santé fragilisée par une silicose, qui manque de mourir en apprenant que sa mine et son brass band sont condamnés et Andy (Ewan McGregor) tiraillé entre son amour pour Gloria et le fait qu'elle travaille pour la commission chargée de liquider la mine.
Cependant, leur amitié, mais aussi leur envie de montrer au Royaume-Uni leur fierté d'être mineurs, vont leur permettre d'atteindre la finale au Royal Albert Hall à Londres, et de sauver leur honneur à défaut de leur emploi.

## Fiche technique
- Titre : Les Virtuoses
- Titre original : Brassed off
- Réalisation : Mark Herman
- Production : Steve Abbott
- Scénariste : Mark Herman
- Musique : Trevor Jones
- Photographie : Andy Collins
- Montage par Michael Ellis
- Studio : Channel Four Films - Miramax Films - Prominent Films
- Distributeur : Channel Four Films (UK) et Miramax Films (États-Unis)
- Pays de tournage :  Royaume-Uni
- Langue : anglais
- Durée : 107 minutes
- Dates de sortie :
  - Royaume-Uni : 1er novembre 1996
  - États-Unis : 23 mai 1997
  - France : 25 juin 1997

## Distribution

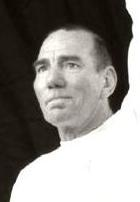
Pete Postlethwaite.

- Pete Postlethwaite (VF : Georges Berthomieu ; VQ : Claude Préfontaine) : Danny
- Ewan McGregor (VF : Fabrice Josso ; VQ : Gilbert Lachance) : Andy
- Tara Fitzgerald (VF : Séverine Morizot ; VQ : Geneviève De Rocray) : Gloria
- Stephen Tompkinson (VF : Vincent Ropion ; VQ : Pierre Auger) : Phil
- Jim Carter (VQ : Marc Bellier) : Harry
- Philip Jackson (VQ : Yvon Thiboutot) : Jim
- Mary Healey : Ida
- Melanie Hill (VF : Dorothée Jemma ; VQ : Chantal Baril) : Sandra
- Ken Colley : Greasley
- Sue Johnston : Vera

## Thèmes traités
La bande-son est interprétée par le Grimethorpe Colliery Band, et l'action du film est elle-même fortement inspirée de l'histoire de ce brass band de mineurs du début des années 1990. Derrière leur aventure, c'est toute la vie des familles de mineurs en grève pour sauver leur mine qui est dépeinte. Le film évoque de nombreux aspects de la chute de ces hommes et de ces femmes : le chômage, la division à l'intérieur des familles, les conflits entre militants qui veulent maintenir un front uni face aux manœuvres de la direction et ceux qui y cèdent par besoin d'argent. Parmi ces parcours dramatiques, on peut retenir le désespoir de Phil, qui tente de se suicider quand il pense avoir perdu travail, famille et logement, ou encore la dure prise de conscience de Gloria. Perçue comme celle qui a trahi les siens, elle finit par se révolter et démissionner quand elle réalise avoir été utilisée à son insu par le patron, dans une sordide manipulation pour fermer une entreprise rentable.

## Contexte politique de l'époque
Le film sortit au Royaume-Uni en 1996, juste avant les élections générales de 1997, et fut perçu par beaucoup comme une critique de la politique menée par le parti conservateur depuis 1979, le thatcherisme et par le gouvernement de John Major.

## Bande originale
Le Concerto d'Aranjuez de Joaquin Rodrigo et l'ouverture de Guillaume Tell de Rossini (morceau de la finale du concours) sont deux moments clés de l'histoire et de la bande son du film.

## Distinctions

### Récompenses
Le film fut un succès et toucha une large audience dans de très nombreux pays, alors même que les producteurs s'attendaient à ce que ce soit un « petit » film.
Il reçut plusieurs récompenses, dont le grand prix du festival du film de Paris (1997) et le César du meilleur film étranger (23e cérémonie en 1998), ainsi que trois nominations aux BAFTA (1997) : meilleur film britannique, meilleur scénario original, et meilleure musique de film.